# 山本安正
山本 安正（やまもと やすまさ、1940年（昭和15年）11月13日 - ）は、日本の海上自衛官、第23代海上幕僚長。防衛大学校第7期卒業。

## 略歴
東京府出身。両国高校を経て防衛大学校（第7期）を卒業し、海上自衛隊に入隊。護衛艦「とかち」艦長、第4護衛隊群司令、海上幕僚監部人事教育部長、統合幕僚会議事務局長、横須賀地方総監等の要職を歴任し、第23代海上幕僚長に就任。在任中の1998年（平成10年）には「北朝鮮によるミサイル発射実験」、翌1999年（平成11年）には「能登半島沖不審船事件」が発生。不審船事案では海上自衛隊創設以来初となる海上警備行動が発令され事態に対処した。

## 年譜
- 1963年（昭和38年）3月：防衛大学校（第7期）卒業、海上自衛隊入隊（第14期幹候）
- 1978年（昭和53年）
  - 7月：2等海佐に昇任
  - 12月：護衛艦「とかち」艦長
- 1983年（昭和58年）1月：1等海佐に昇任
- 1984年（昭和59年）8月1日：海上幕僚監部防衛部防衛課編成班長
- 1987年（昭和62年）1月23日：第41護衛隊司令
- 1988年（昭和63年）
  - 3月16日：海上幕僚監部人事教育部人事課長
  - 7月7日：海将補に昇任
- 1989年（平成元年）8月31日：潜水艦隊司令部幕僚長
- 1990年（平成02年）12月15日：第4護衛隊群司令に就任
- 1992年（平成04年）6月16日：海上幕僚監部人事教育部長に就任
- 1993年（平成05年）7月1日：海将に昇任、第26代 統合幕僚学校長に就任
- 1994年（平成06年）7月1日：第29代 統合幕僚会議事務局長に就任
- 1996年（平成08年）3月25日：第31代 横須賀地方総監に就任
- 1997年（平成09年）10月13日：第23代 海上幕僚長に就任
- 1999年（平成11年）3月31日：退官
- 2014年（平成26年）11月3日：瑞宝重光章受章[1]

## 栄典
- レジオン・オブ・メリット・コマンダー - 1998年（平成10年）3月24日[2]
- 瑞宝重光章 - 2014年（平成26年）11月3日